# Sige
Sige es una población rural de la municipalidad de Žagubica, en el distrito de Braničevo, Serbia. Según el censo de 2022, tiene una población de 443 habitantes.

## Demografía
Hasta 2022 la población era de 443 habitantes.